# Can Galter
Can Galter és una masia de Celrà (Gironès) inclosa a l'Inventari del Patrimoni Arquitectònic de Catalunya.

## Descripció
És un edifici de planta rectangular, coberta de teula àrab a dues vessants, parets de pedra morterada, arrebossada i amb carreus de pedra en algunes cantonades. Les finestres són fetes amb pedra i llindes planes sense guardapols ni ornamentacions. La finestra central del primer pis és gòtica d'arc conopial, arquets i guardapols amb arrencaments cisellats representant un cap i una bèstia mitològica. Les impostes són ornades amb motius decoratius. També hi ha motllures que emmarquen el conjunt de l'obertura i l'ampit. A l'accés principal hi ha una porta solar dovellada. al primer pis es va obrir l'any 1855 un balcó amb barana de ferro forjat que altera sensiblement el conjunt. La façana posterior té finestres d'arc semicirculars i rebaixats.

## Història
La família Galter fou important a Celrà, tenia una altra masia cap a la banda del riu Ter. La casa té un jardí de caràcter clàssic-romàntic que encara es conserva. També hi ha un interessant fumeral a la part posterior.